# Sant'Egidio alla Vibrata
Sant'Egidio alla Vibrata est une commune italienne d'environ 9 700 habitants située dans la province de Teramo, dans la région Abruzzes, en Italie méridionale.

## Administration
| Période                                  | Période  | Identité       | Étiquette       | Qualité |
| ---------------------------------------- | -------- | -------------- | --------------- | ------- |
| 15 juin 2004                             | En cours | Stefania Ferri | Centro-Sinistra |         |
| Les données manquantes sont à compléter. |          |                |                 |         |

### Hameaux
Paolantonio, Villa Marchesa, Faraone, Villa Mattoni, Villa Passo, Ponte.

### Communes limitrophes
Ancarano, Ascoli Piceno (AP), Civitella del Tronto, Folignano (AP), Maltignano (AP), Sant'Omero, Torano Nuovo.